# CVSO 30
CVSO 30 é uma estrela de 1200 anos-luz de distância com dois planetas candidatos (B e C). É a primeira estrela em torno da qual potenciais planetas foram encontrados, tanto pelo método de trânsito e por imagem direta. CVSO 30b é calculado para ter um período de 10,76 horas e CVSO 30c um período de 27.000 anos.

Imagens direta de CVSO 30c foi conseguida através de fotometria e observações alto contraste espectroscópicas realizadas com o Very Large Telescope localizado no Chile, o Observatório Keck no Havaí e do Observatório de Calar Alto na Espanha.